# 廣長郡
广长郡，中国南北朝时设置的郡。亦作广苌郡。
南齐武帝永明八年（490年）之前，分秦州北扶风郡设立广长郡，安置氐族百姓。属于梁州。荒或无民户。治所在苌广县（今四川省广元市北嘉陵江西岸广坪河口附近）。后废广长郡。